# Имбрасас, Юозас
Юо́зас И́мбрасас (лит. Juozas Imbrasas; род. 8 января 1941, Альгирдай Укмяргского района) — литовский политический и общественный деятель, инженер-строитель по специальности; мэр города Вильнюса с 2007 года по 11 февраля 2009 года.

## Биография
Окончил среднюю школу в Укмярге (1958) и строительный техникум в Вильнюсе (1961), затем Вильнюсский филиал Каунасского политехнического института (1967).
В 1967—1970 годах был научным сотрудником Вильнюсский филиал Каунасского политехнического института. Затем работал в различных строительных организациях и службах снабжения и сбыта продукции разных предприятий. В 1995—1997 годах был директором закрытого акционерного общества Вильнюсского городского самоуправления „Naujamiesčio būstas“.
С 1997 года избирался членом совета Вильнюсского самоуправления. В 1997—1999 годах первый заместитель мэра Вильнюса, с июня 1999 до апреля 2000 года мэр города, затем в 2000—2003 годах заместитель мэра. В 2003—2007 годах референт старосты фракции либерал-демократов в Сейме Литовской Республики. С 16 апреля 2007 мэр Вильнюса.
В феврале 2009 года большинством голосов на заседании Вильнюсского самоуправления (которое Имбрасас охарактеризовал как незаконное) был отстранён от должности мэра.
С 1999 года был членом Союза либералов Литвы (Lietuvos liberalų sąjunga), после раскола (2002) вошёл в партию Порядок и справедливость. Был избран от партии «Порядок и справедливость» в Европарламент на выборах, прошедших в Литве 7 июня 2009 года.
Владеет английским, польским, русским языками. Женат, имеет дочь и сына.